# Independencia, Hidalgo
Independencia är en ort i Mexiko.   Den ligger i kommunen Hidalgo och delstaten Tamaulipas, i den centrala delen av landet, 500 km norr om huvudstaden Mexico City. Independencia ligger 383 meter över havet och antalet invånare är 410.
Terrängen runt Independencia är platt åt nordost, men åt sydväst är den kuperad. Runt Independencia är det glesbefolkat, med 9 invånare per kvadratkilometer. Närmaste större samhälle är San Francisco, 17,0 km öster om Independencia. I omgivningarna runt Independencia växer huvudsakligen savannskog.